# L'uomo che amava le donne
L'uomo che amava le donne (L'homme qui aimait les femmes) è un film del 1977 diretto da François Truffaut.
Il protagonista, Charles Denner, incarna una figura disincantata, ironica, ma insieme tenera e malinconica.
Dalla sceneggiatura del film, Truffaut ricavò un breve racconto.
Le riprese furono effettuate dal 19 ottobre 1976 al 5 gennaio 1977 a Lilla e a Montpellier e dintorni, e il film fu proiettato per la prima volta il 27 aprile 1977.

## Trama
Ai funerali del quarantenne Bertrand Morane, un ingegnere esperto di meccanica dei fluidi che lavorava in un istituto di ricerca di Montpellier, si presentano solo donne. Una di loro, Geneviève, la consulente di una casa editrice di Parigi, racconta la storia di questo seduttore attratto da tutte le donne giovani e belle che lo circondavano, e rapito soprattutto dalle loro gambe.
Cresciuto con una madre libertina, ma severa e dura nei confronti del figlio, che costringe anche a fare da postino per recapitare le lettere scritte ai suoi numerosi amanti, Bertrand ha la sua prima esperienza sessuale con una prostituta nell'età dell'adolescenza. Durante la giovinezza è timido con le donne, ma con il tempo impara molto bene ad ovviare a questo problema. Da buon seduttore, egli predilige le avventure sentimentali poco impegnative, tanto che non permette mai a nessuna donna di passare una notte intera con lui. Una delle poche eccezioni è quella con Delphine, una signora trentenne infelicemente sposata con un medico più anziano, con la quale instaura una relazione che si protrae nel tempo: lei diventa gelosa e finisce addirittura in prigione quando tenta di uccidere il marito. Ma il rapporto serio che più ha segnato Bertrand è quello con Véra, una donna con la quale i rapporti si sono interrotti in maniera brusca e mai chiarita del tutto. Ne è la prova l'incontro casuale tra i due nella hall di un hotel. Bertrand la saluta ma si rattrista all'istante e addirittura le chiede di uscire prima lei dall'hotel evitando così un addio malinconico. Nel frattempo Bertrand vive moltissime avventure, tra cui quelle con una procace sordomuta che lavora in un cinema, con una baby sitter scandinava, con un'insegnante del conservatorio, con una orientale che si esibisce in un numero al luna park.
Finché un giorno Bertrand, turbato dall'inatteso rifiuto di una commessa di 41 anni che sembrava facilmente disponibile, decide di scrivere un libro che racconti tutte le sue conquiste. Durante le feste di Natale, poco prima della pubblicazione della sua autobiografia, egli attraversa incautamente una strada, mentre è a caccia di una nuova "preda", e viene travolto da un'auto. Morirà poco dopo all'ospedale quando, nel tentativo di approcciare una giovane infermiera bionda, stacca inavvertitamente la sacca di alimentazione del sangue che lo teneva in vita.
Termina così il lungo flashback e si torna alla scena del funerale di Bertrand, dove ognuna delle sue donne si sofferma a turno sulla sua bara, gettandovi sopra una manciata di terra. Di Bertrand cosa rimarrà alla fine? Grazie all'aiuto della sua ultima conquista Geneviève, resterà il libro autobiografico che verrà dato alle stampe, testimonianza tangibile di un uomo non qualunque, ma di un uomo che amava le donne.

## Produzione
Truffaut scrisse la sceneggiatura del film durante i tempi liberi che venivano dati alla troupe sul set del film Incontri ravvicinati del terzo tipo, film a cui lo stesso partecipava in vesti d'attore.

## Citazioni
Il regista cita se stesso nella scena in cui, verso la fine del film, un gatto viene ripreso mentre va a mangiare i resti della colazione lasciata fuori dalla porta della camera da Genevieve e Bertrand. La stessa situazione si incontra infatti in altri due film di Truffaut: La peau douce e Effetto notte.
François Truffaut compare in un cameo in una scena del film, nel ruolo di un uomo che si toglie il cappello mentre passa il carro funebre.
Il film viene citato da Fabio Volo nel suo secondo romanzo di successo È una vita che ti aspetto: "Avrei voluto vedere un sacco di donne al mio funerale confidarsi quanto ero stato grande nell'amarle, come nel film L'uomo che amava le donne di François Truffaut" (Edizioni Mondadori, Milano, 2003, pag. 26)